# Municipio de South Fork (condado de Jackson)
El municipio de South Fork (en inglés, South Fork Township) es una subdivisión territorial del condado de Jackson, Iowa, Estados Unidos. Según el censo de 2020, tiene una población de 4655 habitantes.

## Geografía
Está ubicado en las coordenadas 42°4′17″N 90°44′3″O / 42.07139, -90.73417 (42.071312, -90.734214). Según la Oficina del Censo de los Estados Unidos, tiene una superficie total de 93.93 km², de la cual 93.18 km² corresponden a tierra firme y 0.75 km² es agua.

## Demografía
Según el censo de 2020, hay 4655 personas residiendo en la zona. La densidad de población es de 49.96 hab./km². El 92.27% son blancos, el 1.03% son afroamericanos, el 0.37% son amerindios, el 0.56% son asiáticos, el 2.99% son isleños del Pacífico, el 0.41% son de otras razas y el 2.38% son de una mezcla de razas. Del total de la población, el 1.29% son hispanos o latinos de cualquier raza.